# Eduard Böhmer
Carl Eduard Böhmer (født 24. maj 1827, død 5. februar 1906) var en tysk teolog og romanist.
Böhmer studerede i Halle og Berlin og udnævntes til professor i romanske sprog 1868, først i Halle, senere i Strassburg. Han tog sin afsked 1879. 
Böhmer har udgivet forskellige ældre teologiske værker og grundlagt og ledet den betydelige samling "Romanische Studien" (1871-85); desuden har han med megen originalitet behandlet forskellige emner inden for romansk sprogvidenskab.